# Agrotecnico
L'agrotecnico è in Italia una figura professionale diplomata presso un Istituto professionale per l'agricoltura e l'ambiente (IPAA). L'agrotecnico laureato è una figura equivalente, che conta circa il  72% di laureati iscritti nell'albo professionale, perché all’interno dell’albo degli agrotecnici non rientrano solo i titoli specifici del settore agrario e agroalimentare, ma anche di settori affini (considerando la multidisciplinarità). 
 L'attività professionale di agrotecnico e di agrotecnico laureato è regolata dalla legge 6 giugno 1986 n. 251, così come modificata dalla legge 5 marzo 1991 n. 91. 
Così come indicato nel rapporto CUP delle professioni su 16618 iscritti al collegio a livello nazionale solo 1716 esercitano la libera professione con un reddito medio pro-capite € 881,00.
Le competenze degli iscritti nell’Albo professionale degli Agrotecnici e degli Agrotecnici laureati sono consistenti ed estese, altresì recentemente aumentate; le valutazioni di incidenza ambientale, le stime e le perizie di terreni e fabbricati sia rurali che di civile abitazione sono limitate a quelle per i fondi immobiliari mentre per le aree fabbricabili e agricole limitate alla normativa per la rivalutazione delle plusvalenze; le perizie danni grandine; la consulenza aziendale (tutti gli ambiti); la direzione, manutenzione e progettazione delle aree a verde e la certificazione energetica, la consulenza e la sicurezza sul lavoro.
L'ambito della selvicoltura permane di competenza esclusiva dei Dottori Agronomi e dei Dottori Forestali.

## Modalità di accesso alla professione
I titoli di "agrotecnico" e di "agrotecnico laureato" sono protetti dalla legge e riservati ai soli iscritti nell'Albo professionale. L'iscrizione è condizione obbligatoria per svolgere la relativa professione, previo superamento dell'Esame di Stato di abilitazione professionale. Possono sostenere gli Esami abilitanti i soggetti in possesso di uno dei seguenti titoli di studio:
1. Una laurea di primo livello in una delle Classi pre-riforma:
- - 1°  “Biotecnologie” ora diventata “Biotecnologie” L-2;
- - 7°  “Urbanistica e scienze della pianificazione territoriale e ambientale” ora diventata “Scienze della pianificazione territoriale, urbanistica, paesaggistica ed ambientale” L-21;
- - 8°  “Ingegneria civile e ambientale”, ora diventata “Ingegneria civile ed ambientale” L-7;
- - 17° “Scienze dell'economia e della gestione aziendale” ora diventata “Scienze dell'economia e della gestione aziendale” L-18;
- - 20° “Scienze e tecnologie agrarie, agroalimentari e forestali” ora sdoppiata in “Scienze e tecnologie agrarie e forestali” L-25 e “Scienze e tecnologie agroalimentari” L-26;
- - 27° “Scienze e tecnologie per l'ambiente e la natura” ora diventata “Scienze e tecnologie per l'ambiente e la natura” L-32;
- - 40° “Scienze e tecnologie zootecniche e delle produzioni animali” ora diventata “Scienze zootecniche e tecnologie delle produzioni animali” L-38;

Inoltre la giurisprudenza di merito ritiene che anche i possessori di una laurea coerente del "Vecchio Ordinamento" od equivalente, benché non espressamente menzionati, possano iscriversi nell'Albo professionale.
2. Uno dei seguenti Diplomi Universitari (cosiddette lauree brevi) in:
- biotecnologie agro-industriali;
- economia ed amministrazione delle imprese agricole;
- economia del sistema agro-alimentare e dell'ambiente;
- gestione tecnica ed amministrativa in agricoltura;
- produzioni animali;
- produzioni vegetali;
- tecniche forestali e tecnologie del legno;
- viticoltura ed enologia;

3. Un diploma di istruzione secondaria superiore (di istituto professionale o tecnico) ad indirizzo agrario. I diplomi validi sono i seguenti:
- diploma di agrotecnico (a seguito della "riforma Gelmini" cesserà nel 2015);
- diploma di "perito agrario" (in questo equipollente al precedente. Anche questo titolo di studio cesserà nel 2015);
- diploma in "servizi per l'agricoltura e lo sviluppo rurale" (in essere presso gli Istituti Professionali Agrari. I primi diplomati si avranno nel 2015);
- diploma in "agraria, agroalimentare ed agroindustriale" (in essere presso gli Istituti Tecnici Agrari. I primi diplomati si avranno nel 2015).

I soggetti in possesso di uno dei titoli di studio sopra menzionati debbono poi:
- per i laureati:
  - avere svolto per un semestre pratica professionale, salvo i casi di esenzione;
  - nulla è richiesto in aggiunta per i diplomi universitari.
- per i diplomati:
  - aver svolto almeno due anni pratica professionale presso uno studio tecnico (previa iscrizione nel "Registro dei Praticanti"), ovvero seguire un percorso alternativo (corso IFTS di almeno 4 semestri, un triennio di attività tecnica subordinata, ecc.);

Una volta iscritti, tutti possono concorrere liberamente alle cariche elettive, essendo l'Albo degli agrotecnici e degli agrotecnici laureati unico; la differenza permane unicamente nella qualifica accademica di dottore e nel titolo di laureato, che competono solo ai soggetti in possesso del superiore titolo di studio. Il titolo professionale generalmente si abbrevia "agr." per i soggetti diplomati, "agr. dott." per i soggetti laureati.

## Competenze professionali
Le  principali competenze degli agrotecnici e degli agrotecnici laureati sono le seguenti:
- la direzione e l'amministrazione di cooperative di produzione, commercializzazione e vendita di prodotti agricoli;
- la direzione, l'amministrazione e la gestione di aziende agrarie e zootecniche e di aziende di lavorazione, trasformazione e commercializzazione di prodotti agrari e zootecnici, limitatamente alle piccole e medie aziende, ivi comprese le funzioni contabili, quelle di assistenza e rappresentanza tributaria e quelle relative all'amministrazione del personale dipendente dalle medesime aziende;
- la consulenza del lavoro nelle aziende agricole ed in particolare le dichiarazioni e comunicazioni relative all'assunzione di personale, compreso l'invio telematico;
- la tenuta del "Registro di impresa agricola" ai fini dell'assunzione di manodopera nelle imprese agricole;
- la trasmissione telematica delle denunce aziendali di manodopera (Modelli DA e DMAG). INPS n. 45 del 7 aprile 2008);
- la tenuta del "Libro Unico sul lavoro", anche ai fini INAIL;
- l'assistenza tecnico-economica agli organismi cooperativi ed alle piccole e medie aziende, compresa la progettazione e direzione di piani aziendali ed interaziendali, anche ai fini della concessione dei mutui fondiari nonché le opere di trasformazione e miglioramento fondiario; e di conseguenza: la predisposizione di piani di miglioramento fondiario ai sensi di tutti i Regolamenti dell'Unione Europea e delle attuali leggi regionali.
- l'assistenza alla stipulazione dei contratti agrari, e di conseguenza: l'assistenza nei patti in deroga di cui alla legge n. 203/82 e la registrazione telematica dei contratti d'affitto.
- la formulazione e l'analisi dei costi di produzione e la consulenza ed i controlli analitici per i settori lattiero-caseario, enologico ed oleario (si deve ritenere che questi "controlli analitici" riguardino anche attività di chimica analitica e di analisi microbiologica);
- la rappresentanza della propria clientela presso le Commissioni tributarie nelle controversie con il fisco;
- l'assistenza tecnica per i programmi e gli interventi fitosanitari e di lotta integrata;
- la curatela di aziende agrarie e zootecniche e di conseguenza le attività relative alla consegna e riconsegna delle aziende e le attività connesse;
- la direzione e manutenzione di parchi e la progettazione, direzione e manutenzione di giardini, anche localizzati, gli uni e gli altri, in aree urbane, e di conseguenza tutte le questioni relative alla gestione del verde pubblico, degli spazi verdi, ecc.;
- le attività connesse agli accertamenti ed alla liquidazione degli usi civici;
- l'assistenza tecnica ai produttori singoli ed associati nella sua più ampia accezione, e precisamente: l'assistenza agli imprenditori agricoli in tutte le controversie con i terzi per espropri, indennità servitù, ecc.; l'assistenza nei rapporti con gli Enti pubblici e gli istituti di credito nella erogazione di pubbliche provvidenze; l'assistenza nella commercializzazione dei prodotti agro-alimentari;
- la formulazione di piani per lo smaltimento e l'utilizzo delle acque reflue di vegetazione, e di conseguenza: la competenza nella formulazione di tutti i piani per lo smaltimento delle deiezioni zootecniche;
- la certificazione delle produzioni vivaistiche;
- la predisposizione dei piani di sicurezza sul lavoro;
- la predisposizione dei piani di autocontrollo alimentare (HACCP-HAZARD Analysis Critical Control Point); l'iscrizione all'Albo consente inoltre l'automatica acquisizione della qualifica di "alimentarista" e l'esenzione dai corsi regionali di formazione;
- la predisposizione dei piani di sicurezza nei cantieri mobili di lavoro nel settore edilizio;
- la rilevazione dei dati statistici e di conseguenza la preferenza nelle attività di rilevamento redatte nel settore agricolo (censimenti ISTAT regionali, ecc.);
- le attività catastali in genere ed i tipi di frazionamento;
- la redazione dei P.U.A. - Piani di Utilizzazione Aziendale, strumento urbanistico-edilizio previsto dalla Regione Lazio (legge regionale 22 dicembre 1999 n. 38 e s.m.i.);
- le relazioni paesaggistiche nei settori di competenza;
- l'invio telematico delle dichiarazioni in materia di imposte sui redditi e di IRAP;
- il rilascio di certificati di prevenzione incendi.

Inoltre, le seguenti attività peritali nel settore agricolo:
- danni da selvaggina alle colture agricole;
- danni da avversità atmosferiche alle colture agricole, anche nell'ambito dei contratti di assicurazione agevolata;
- danni prodotti dell'improprio od errato uso di prodotti fitosanitari;
- danni derivanti alle colture dal pascolamento libero di bestiame brado;
- le stime di immobili agricoli e loro pertinenze;
- le stime di immobili anche civili, quali "periti di fondi chiusi immobiliari";
- le stime e valutazioni di idoneità tecnica degli impianti di lavorazione e condizionamento dei prodotti ortofrutticoli;
- le stime di terreni agricoli e di terreni edificabili;
- le perizie giurate di immobili ai fini di garanzia (verso l'Erario e la PP.AA.);
- le perizie giurate per l'acquisto di terreni e fabbricati nell'ambito degli interventi del Fondo Europeo Sviluppo Regionale e del Fondo Sociale Europeo;
- i progetti e le pratiche relative di cui al Reg. CEE n. 2078/92 (agricoltura bio-compatibile);
- i piani e progetti in materia di forestazione, anche di cui al Reg. CEE n. 2080/92 (con i limiti dettati dalla giurisprudenza interpretativa);
- il rilascio di certificati di prevenzione incendi;
- il rilascio di asseverazioni ed attestati di certificazione/qualificazione energetica, per gli interventi a favore dell'impiego di fonti energetiche rinnovabili e del risparmio energetico in agricoltura, per le opere previste nei piani aziendali ed interaziendali nonché nelle opere di miglioramento e di trasformazione fondiaria;
- ricoprire il ruolo RSPP (Responsabile dei Servizi di Prevenzione e Protezione dei Lavoratori) e ASPP (Addetti ai Servizi di Prevenzione e Protezione dei Lavoratori);
- le attività di protezione dell'ambiente (quali, ad esempio, i piani di smaltimento dei fanghi di depurazione,ecc.);
- il conferimento di incarichi professionali, per importi inferiori a 100.000,00 €. da parte delle PP.AA. ai sensi dell'art. 90 del D.Lgs. 12 aprile 2006, n.163 e s.m.i..

### Altre attribuzioni
Gli agrotecnici e gli agrotecnici laureati possono:
- essere nominati "giudici tributari", nell'ambito delle commissioni tributarie provinciali (art. 4, comma 1, D. Lgs 31 dicembre 1992, n. 545);
- essere nominati componenti laici, in qualità di esperti, delle sezioni agrarie specializzate dei tribunali (art. 3, legge 2 marzo 1963, n. 320, così come modificato dalla legge n. 91/91);
- essere nominati componenti le commissioni provinciali per la determinazione dei canoni di affitto agrario (art. 11, legge 3 maggio 1982, n. 203, così come modificato dalla legge n. 91/91);
- iscriversi nel Registro degli Enologi (istituito con legge 10 aprile 1991, n. 129, a seguito della Sentenza del TAR Lazio n. 237/97);
- iscriversi al Registro degli assaggiatori di olio di oliva (istituito con D.M. Agricoltura 23 giugno 1992 e modificato con D.M. 14 maggio 1996);
- ottenere l'autorizzazione all'apertura di "fitofarmacie" senza dover sostenere specifici esami attitudinali, ai sensi del D. Lgs. n. 290/2001, così come modificato dal DPR 17 giugno 2004, n. 217;
- essere esentati dagli esami per "alimentarista", ottenendo riconoscimento automatico;
- procedere alla registrazione telematica dei contratti di affitto di fondi rustici, con accesso al sistema ENTRATEL.

## Esami di Stato
Gli agrotecnici e gli agrotecnici laureati sono una categoria in forte crescita, il numero dei giovani che ogni anno affrontano gli esami è sempre maggiore (+15% nel 2008; +28% nel 2009). La percentuale dei promossi agli esami abilitanti varia fra il 65% ed il 75% dei candidati.
La sessione di esame è una sola all'anno e viene garantita dal Ministero dell'Istruzione e dell'Università almeno una sede di esame per Regione.

## Previdenza
Gli agrotecnici e gli agrotecnici laureati iscritti nell'Albo professionale godono il privilegio di disporre di un'autonoma cassa di previdenza, interamente sostitutiva della previdenza generale pubblica.
I vantaggi paiono indubbi, a partire dal rendimento a finire all'aliquota contributiva (solo il 10% del reddito netto, contro il 27-32% richiesto ad altre gestioni, eccetto quella dei periti agrari che risulta essere più favorevole) 
Inoltre la rivalutazione dei contributi avviene sul 100% di quanto versato, con una rivalutazione media pari 1,1%.